# Pottia thraustophylla
Pottia thraustophylla är en bladmossart som beskrevs av Jean Édouard Gabriel Narcisse Paris 1898. Pottia thraustophylla ingår i släktet Pottia och familjen Pottiaceae. Inga underarter finns listade i Catalogue of Life.